# 斯萊特馬克赫峰
61°24′00″N 8°28′52″E / 61.40000°N 8.48111°E
斯萊特馬克赫峰是挪威的山峰，位於該國東南部內陸郡，處於洛姆，距離首都奧斯陸200公里，屬於尤通黑門山脈的一部分，海拔高度2,190米，受凍原氣候影響。